# Amateurliga Berlin 1952/53
In 1952/53 werd het derde voetbalkampioenschap gespeeld van de Amateurliga Berlin. Het was de hoogste amateurklasse voor clubs uit West-Berlijn. De competitie was het tweede niveau en de kampioen en vicekampioen promoveerden naar de Berliner Stadtliga, een van de vijf hoogste divisies.

## Eindstand
| Plaatsa | Club                    | Wed. | Saldo | Ptn.  |
| ------- | ----------------------- | ---- | ----- | ----- |
| 1.      | FC Hertha 03 Zehlendorf | 28   | 79:33 | 44:12 |
| 2.      | BSC Kickers 1900        | 28   | 48:41 | 34:22 |
| 3.      | SC Tasmania 1900 Berlin | 28   | 70:39 | 33:23 |
| 4.      | BFC Meteor 06           | 28   | 61:47 | 33:23 |
| 5.      | VfL Nord Berlin         | 28   | 51:43 | 32:24 |
| 6.      | Wittenauer SC Concordia | 28   | 59:58 | 29:27 |
| 7.      | VfB Britz               | 28   | 56:48 | 28:28 |
| 8.      | FC Lichterfelde 12      | 28   | 60:56 | 28:28 |
| 9.      | SC Rapide Wedding 1893  | 28   | 48:51 | 27:29 |
| 10.     | SC Westend 1901         | 28   | 54:62 | 26:30 |
| 11.     | BSC Rehberge            | 28   | 35:51 | 25:31 |
| 12.     | SC Tegel                | 28   | 47:51 | 24:32 |
| 13.     | Frohnauer SC            | 28   | 46:72 | 22:34 |
| 14.     | Spandauer BC 06         | 28   | 46:57 | 19:37 |
| 15.     | SC Charlottenburg       | 28   | 37:77 | 16:40 |

|  | Promotie   |
|  | Degradatie |